# Concentración máxima permitida
CMP o Concentración Máxima Permitida se define como la máxima cantidad de sustancia por unidad de volumen (por ej.: mg / m³, ppm) que se encuentra permitida para el uso dentro de los rangos normales de inocuidad, en condiciones estándar (25 °C, 1 atm). Este valor es ampliamente utilizado en Derecho Ambiental a la hora de tomar recaudos con respecto a la limitación del uso, dado que se trata de un valor inherente a la sustancia. Para el control, además de establecer los valores para el CMP, se dictan normas de higiene.

## Relación proporcional entre ppm y mg/m3
Dado que puede llegar a ser necesaria la conversión de unidades de volumen/volumen (ppm) y masa/volumen (mg/m3) a fines de comparar los CMP de diferentes sustancias, se recurre a la Ley de los gases ideales para establecer la relación de proporcionalidad:
{\displaystyle A=(B.Mm)/24,5}
Donde A representa la concentración en mg/m3, B la concentración en ppm y Mm la Masa molar de dicha sustancia, en condiciones normales (1 atm, 25 °C).

## Relación entre CMP, PV e IP
El dividir la Presión de vapor de una sustancia, por su Concentración máxima permitida arroja como resultado el Índice de Peligrosidad de dicha sustancia.